# Estación de La Casilla
La Casilla es una de las estaciones terminales del tranvía de Bilbao hasta la realización de nuevas ampliaciones. Se sitúa en la calle Autonomía, a la altura de la plaza de La Casilla y del polideportivo que llevan también dicho nombre.
La estructura de la parada es la habitual, compuesta por un módulo que integra los servicios de expendedor de billetes, teléfono y reloj digital, y unidades de energía, comunicación y tráfico, unido a un pórtico acristalado en cuyo extremo se ubica un panel publicitario.

## Accesos
- C/ Autonomía, 58